# 삼효려
삼효려는 대한민국 전라남도 영암군 영암읍 농덕리에 있는 정려이다. 2009년 7월 13일 영암군의 향토문화유산 제4호로 지정되었다.

## 개요
평산신씨 문중의 삼효려는 신대유(1780~1850 申大有 자는 희백(希伯)), 신직(1971~1867 申織 자는 항지(恒之)) 신경(1795~1854 申經 자는 국지(國之))의 효성을 기리기 위해 1870년 9월 25일 호남 향교 4개소의 답통을 받아 영암향교에서 세운 정려이다. 삼효려와 관련된 고문서들이 잘 보존되어 있어 보존 가치가 큰 유산이다.